# Mémorial de l'Holocauste (Miami Beach)
 (novembre 2017).
Si vous disposez d'ouvrages ou d'articles de référence ou si vous connaissez des sites web de qualité traitant du thème abordé ici, merci de compléter l'article en donnant les références utiles à sa vérifiabilité et en les liant à la section « Notes et références ».
Le mémorial de l'Holocauste à Miami Beach en Floride, est un monument en mémoire des victimes de l'holocauste perpétré par les nazis durant la Seconde Guerre mondiale.
Le projet a été conçu par un comité des survivants de la Shoah en 1984.

Le monument a été créé par Kenneth Treister à un emplacement indiqué par la Commission de la ville de Miami Beach, au croisement de l'avenue du méridien et du boulevard Dade.
Il est tout entier construit en Pierre de Jérusalem. 
Le mémorial a été inauguré le dimanche 4 février 1990, avec comme invité le prix Nobel de la paix Elie Wiesel.

## Galerie

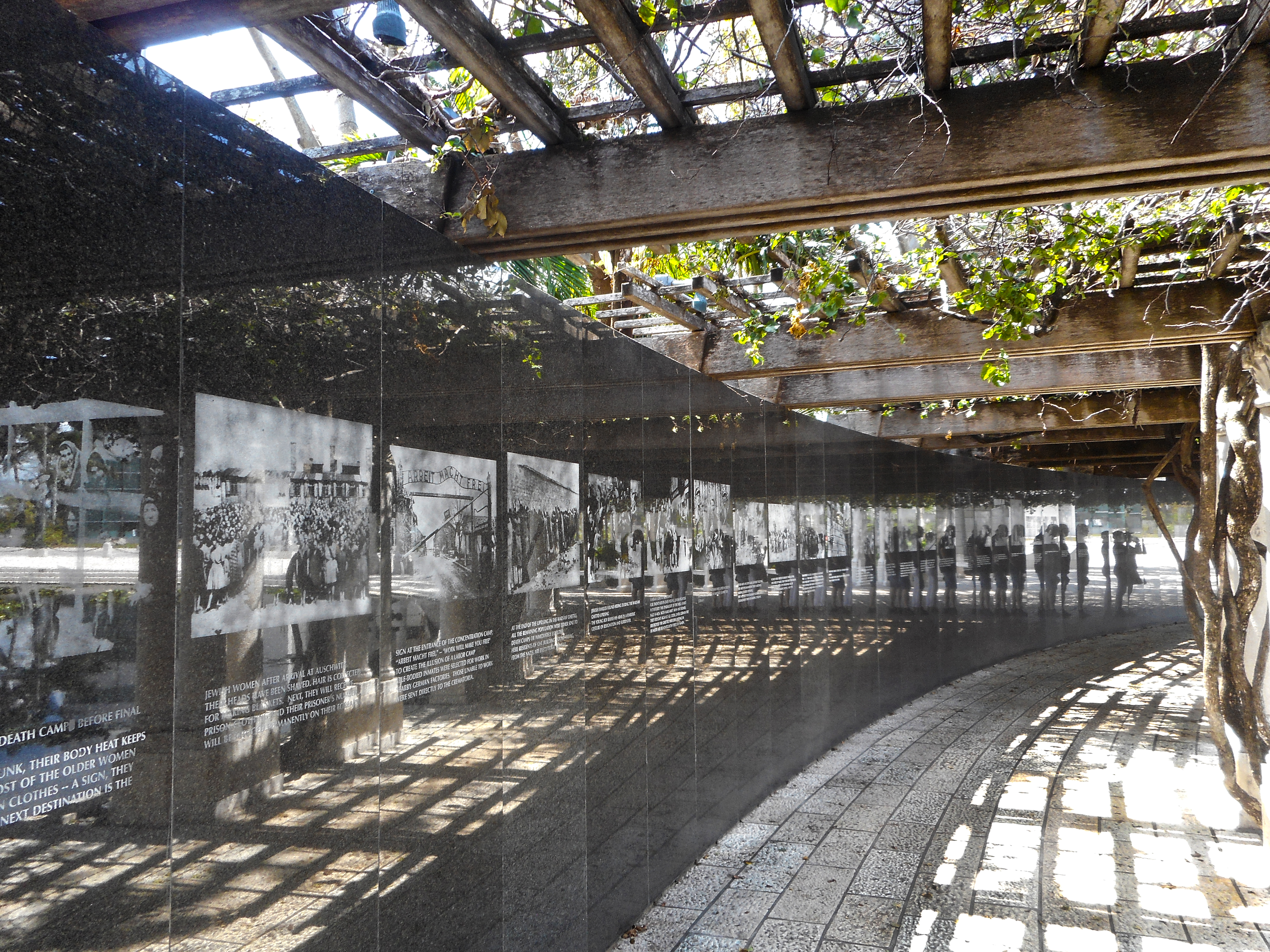
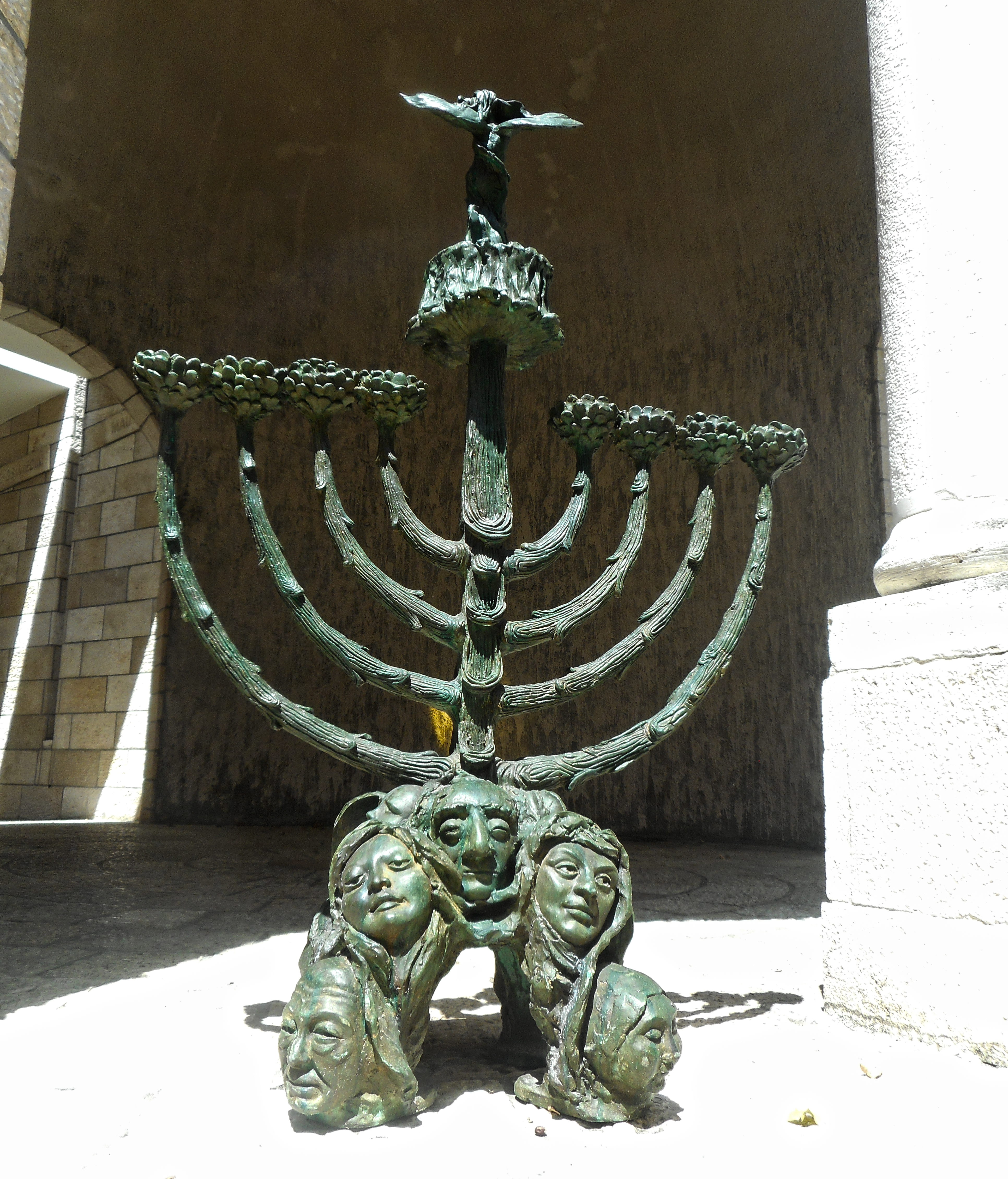
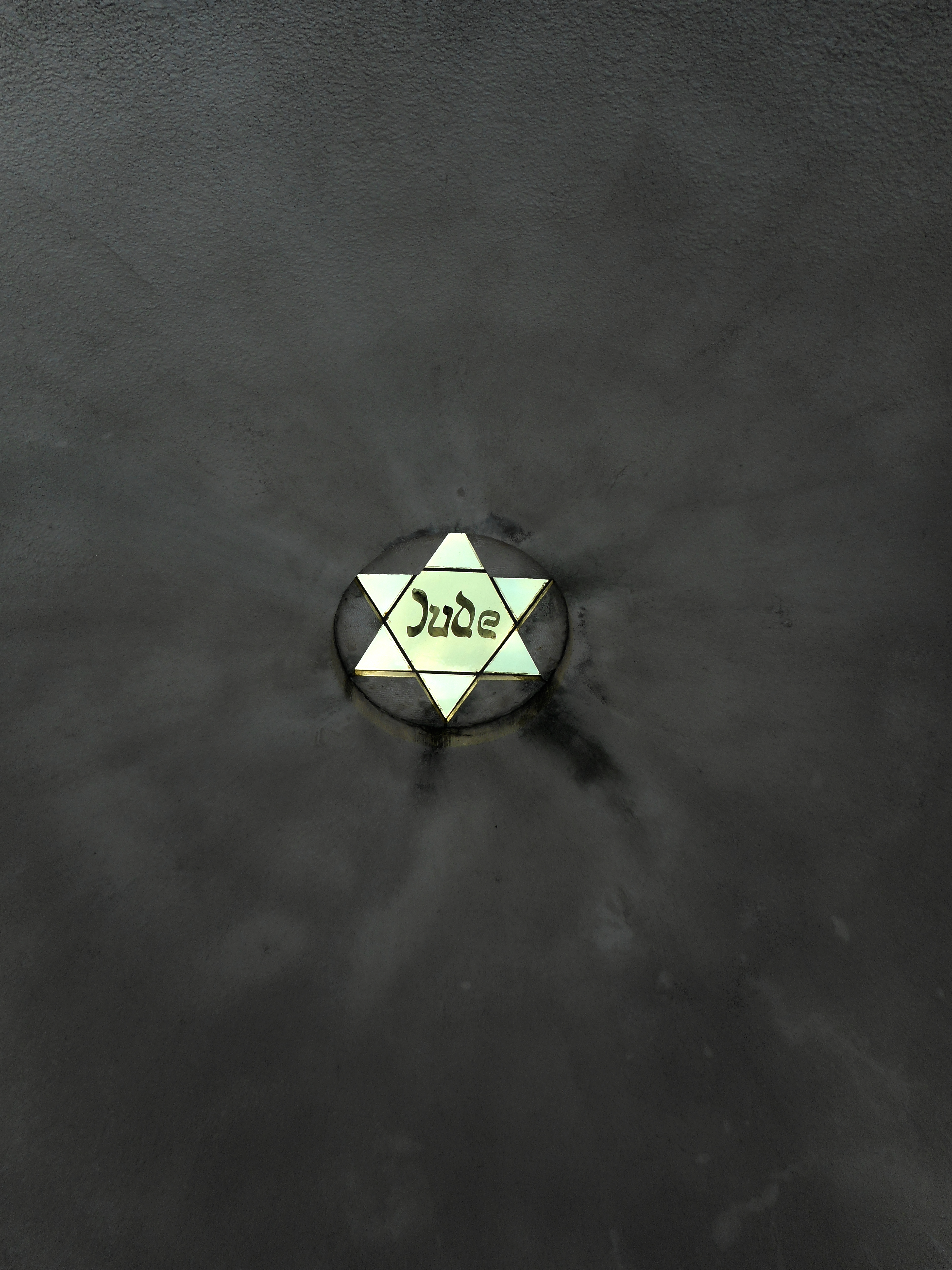
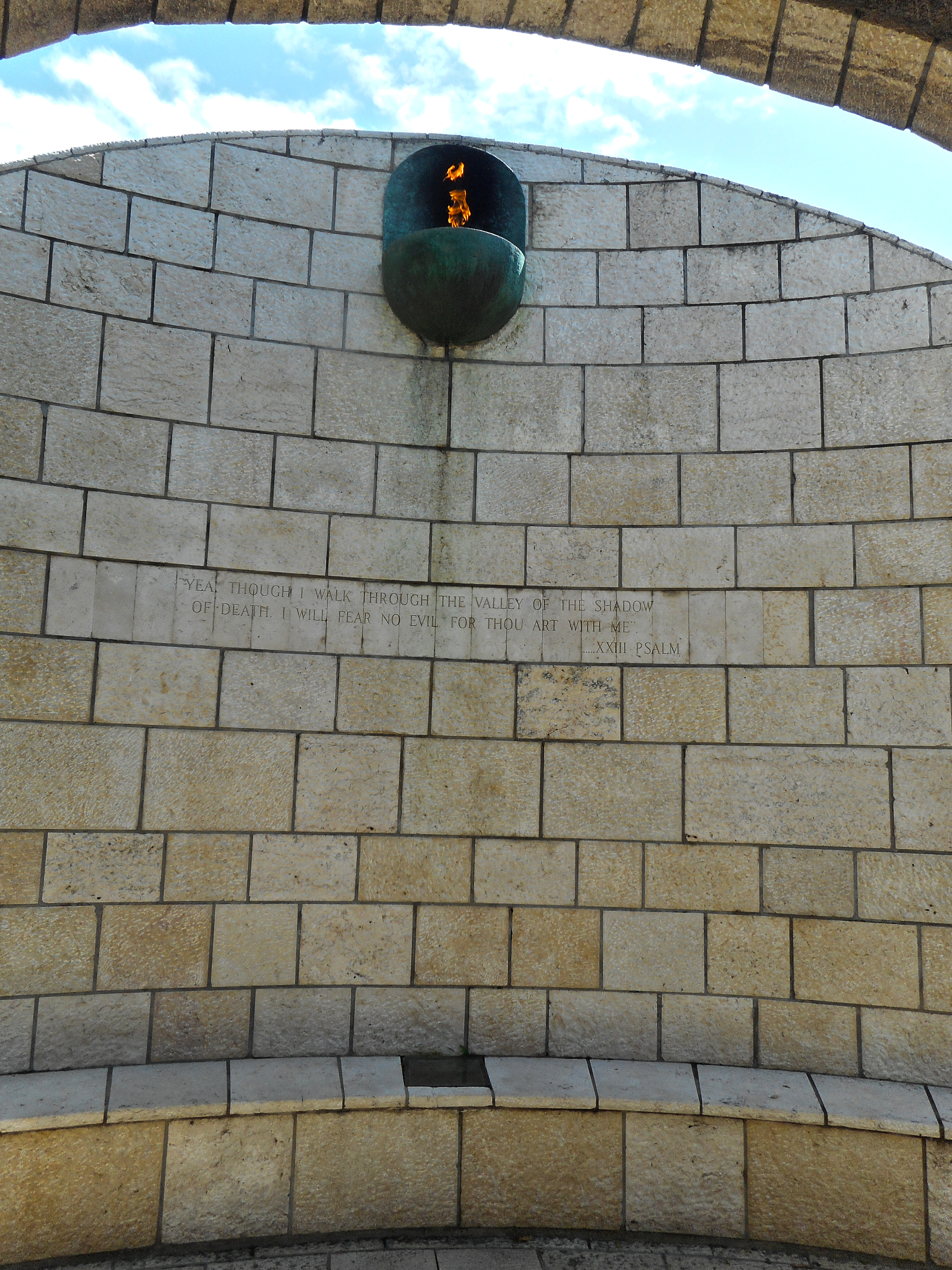
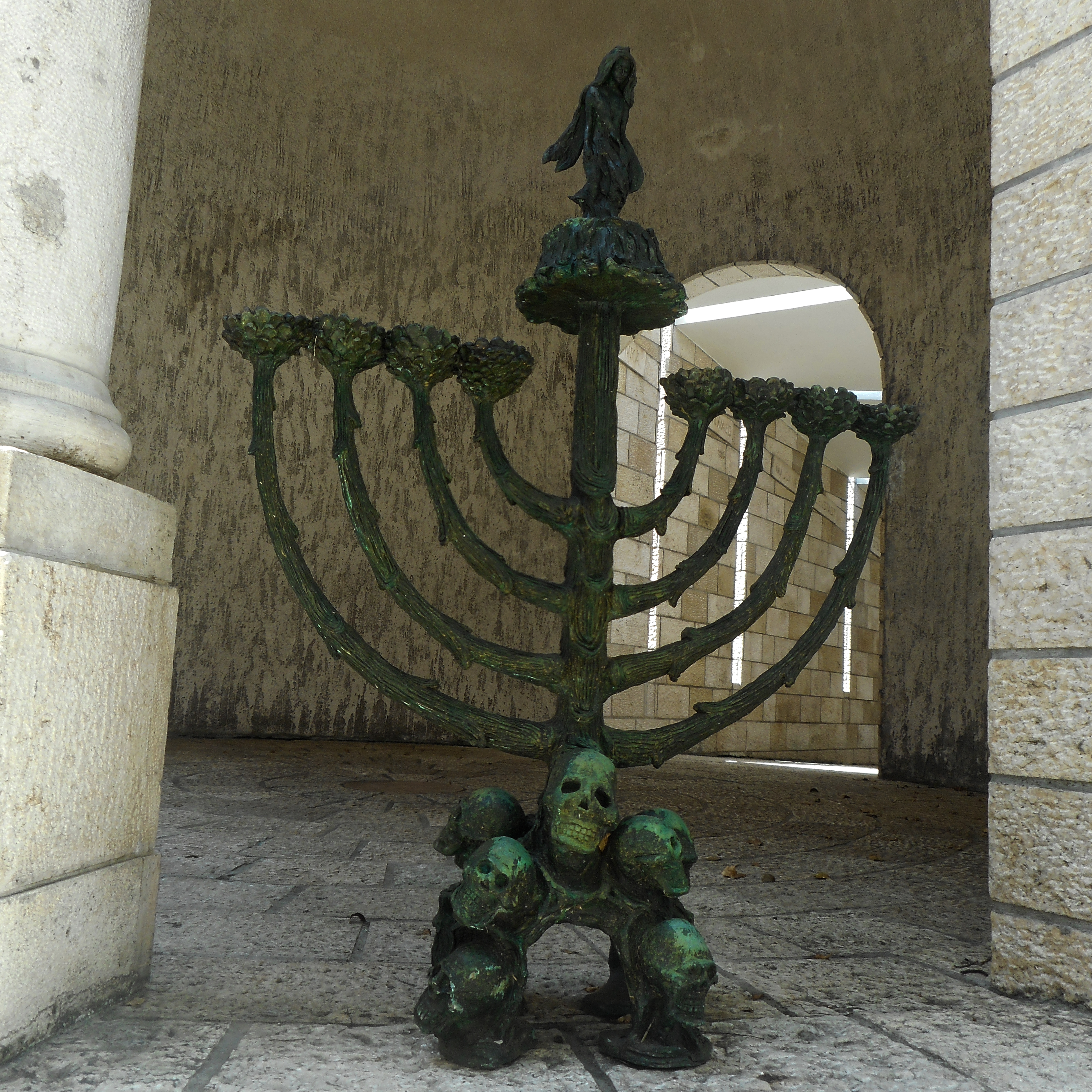